# سرقنات (همایجان)
سرقنات یک روستا در ایران است که در دهستان همایجان شهرستان سپیدان واقع شده‌است. سرقنات ۱۸ نفر جمعیت دارد.